# Guion Bluford
Guion « Guy » Steward Bluford, Jr., né le 22 novembre 1942 (encore en vie) à Philadelphie, en Pennsylvanie, est un astronaute américain. Il est le premier Afro-Américain à avoir été dans l'espace (le premier Afro-Américain ayant suivi la formation d'astronaute est Ed Dwight, qui n'a jamais été sélectionné pour une mission).
Guion Bluford a participé à 144 missions en avion lors de la guerre du Viêt Nam avant de devenir astronaute en 1979.

## Biographie

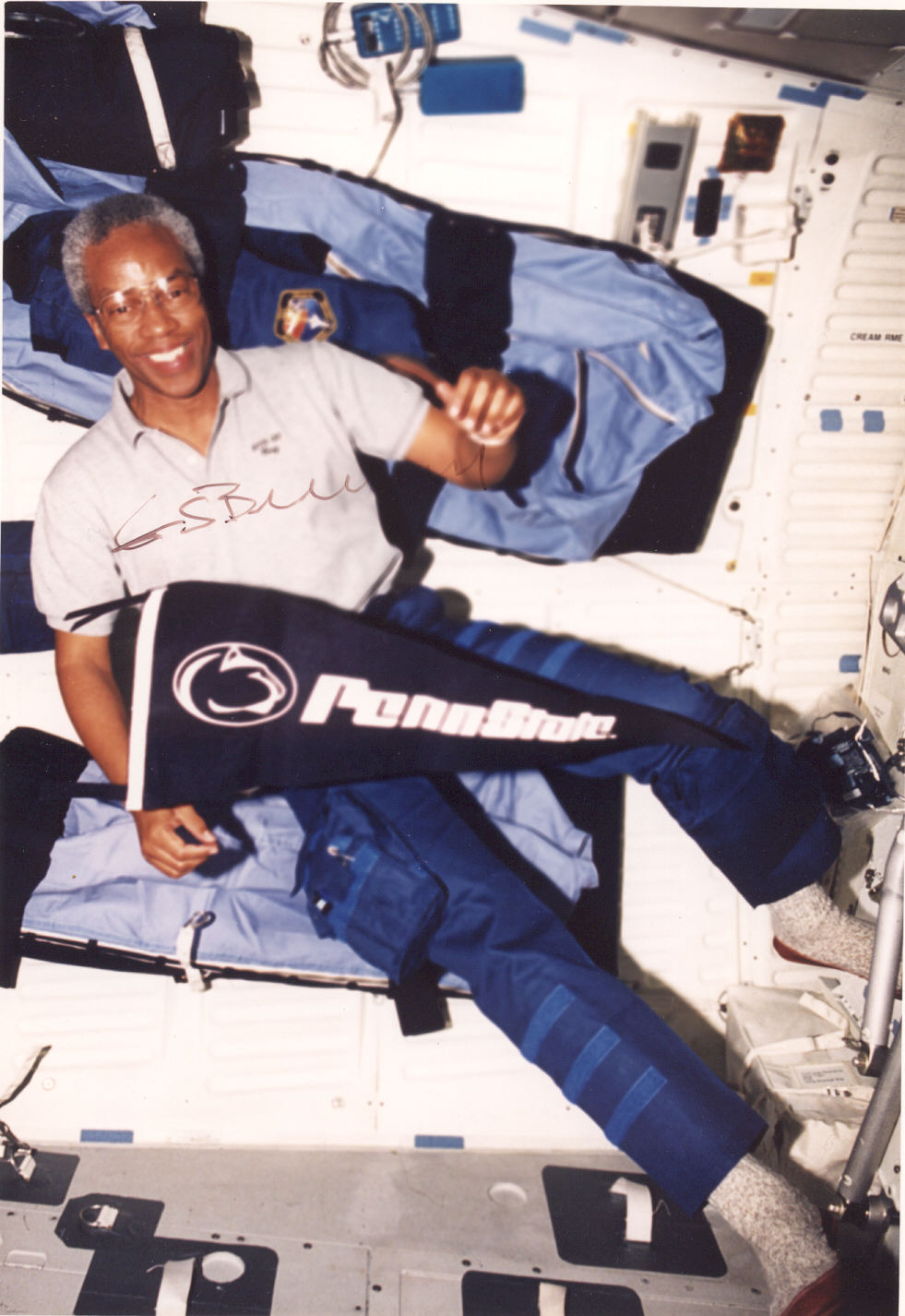
Guion Bluford

### Vie privée
Né à Philadelphie, en Pennsylvanie, Bluford est diplômé de l'Overbrook High School en 1960. Il a obtenu un baccalauréat ès sciences en génie aérospatial de l'université d'État de Pennsylvanie en 1964 plus précisément à l'École d'ingénierie de Penn State, en génie aérospatial. une maîtrise ès sciences en génie aérospatial de l'Air Force Institute of Technology (AFIT) en 1974, un Philosophiæ doctor en génie aérospatial avec une mineure en physique des lasers, toujours de l'AFIT, en 1978, et une maîtrise en administration des affaires de la University of Houston–Clear Lake (en) en 1987. Il a également a fréquenté la Wharton School de l'université de Pennsylvanie[réf. nécessaire].
Ses passe-temps incluent la lecture, la natation, le jogging, le racquetball, le handball, la plongée sous-marine et le golf. Il a épousé Linda Tull en 1964 et a deux fils, Guion III et James.

### Carrière dans l'Air Force
Bluford a suivi une formation de pilote à la Williams Air Force Base et a reçu ses ailes de pilote en janvier 1966. Il a ensuite suivi une formation d'équipage de combat F-4C en Arizona et en Floride et a été affecté au 557th Tactical Fighter Squadron à la baie de Cam Ranh, Vietnam. Il a effectué 144 missions de combat, dont 65 au-dessus du Viêt Nam du Nord. 
En juillet 1967, Bluford est affecté à la 3630th Flying Training Wing, à la Sheppard Air Force Base, au Texas, en tant que pilote instructeur T-38A. Il a été officier de normalisation/évaluation et commandant de vol adjoint. Début 1971, il a fréquenté la Squadron Officer School et est revenu comme officier de soutien exécutif au commandant adjoint des opérations et comme secrétaire de l'école pour l'escadre. 
En août 1972, Bluford entra à l'école de résidence de l'US Air Force Institute of Technology à Wright-Patterson Air Force Base, dans l'Ohio. Après avoir obtenu sa maîtrise en 1974, il a été affecté au laboratoire de dynamique de vol de l'Air Force US Air Force Flight Dynamics Laboratory à Wright-Patterson Air Force Base en tant qu'ingénieur de développement du personnel. Il a été adjoint aux concepts avancés pour la Division Aéromécanique et chef de branche de la Branche Aérodynamique et Châssis aérien du laboratoire. Il a écrit et présenté plusieurs articles scientifiques dans le domaine de la dynamique des fluides numérique. 
Il a enregistré plus de 5 200 heures de vol à réaction sur les avions T-33, T-37, T-38, F-4C, U-2/TR-1, et F-5A/B, dont 1 300 heures en tant qu'instructeur pilote T-38. Il possède également une licence de pilote professionnel de la FAA.

### Carrière à la NASA

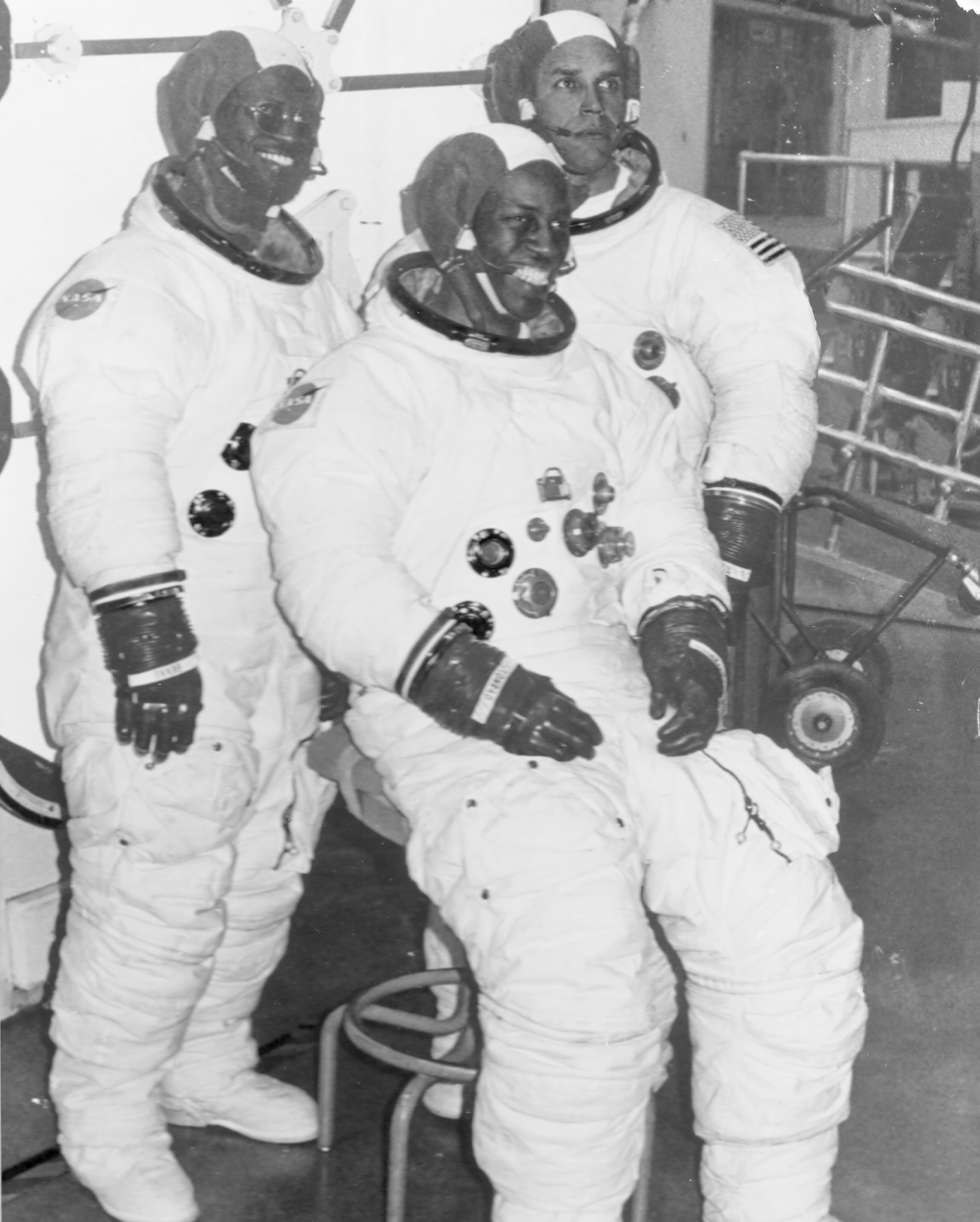
Les candidats astronautes Ronald McNair, Bluford et Fred Gregory portant des combinaisons spatiales Apollo, mai 1978

Bluford a été choisi pour devenir astronaute de la NASA en janvier 1978 en tant que membre du groupe d'astronautes 8. Ils se sont entraînés pendant un an et ont été officiellement désignés comme astronautes en août 1979,. Ses missions techniques ont inclus le travail avec les opérations de la Station spatiale, le Canadarm, les systèmes et expériences Spacelab, les systèmes de la navette spatiale américaine, les problèmes de sécurité de charge utile et la vérification des logiciels de vol au Shuttle Avionics Integration Laboratory (SAIL) et au Flight Systems Laboratory (FSL). Bluford était spécialiste de mission sur STS-8, STS-61-A, STS-39, et STS-53.
La première mission de Bluford était STS-8, qui a décollé du Kennedy Space Center, en Floride, le 30 août 1983. C'était le troisième vol pour l'orbiteur Challenger et la première mission avec un lancement et un atterrissage de nuit. Au cours de la mission, l'équipage STS-8 a déployé le Indian National Satellite INSAT-1B, testé le bras robotisé de construction canadienne Canadarm avec le Payload Flight Test Article (PFTA), exploité le système d'électrophorèse en flux continu Continuous Flow Electrophoresis System (CFES) avec des échantillons de cellules vivantes, effectué des mesures médicales pour comprendre les effets biophysiologiques du vol spatial, et activé quatre conteneurs « Getaway Special ». STS-8 a bouclé 98 orbites autour de la Terre en 145 heures avant d'atterrir à Edwards Air Force Base, en Californie, le 5 septembre 1983.

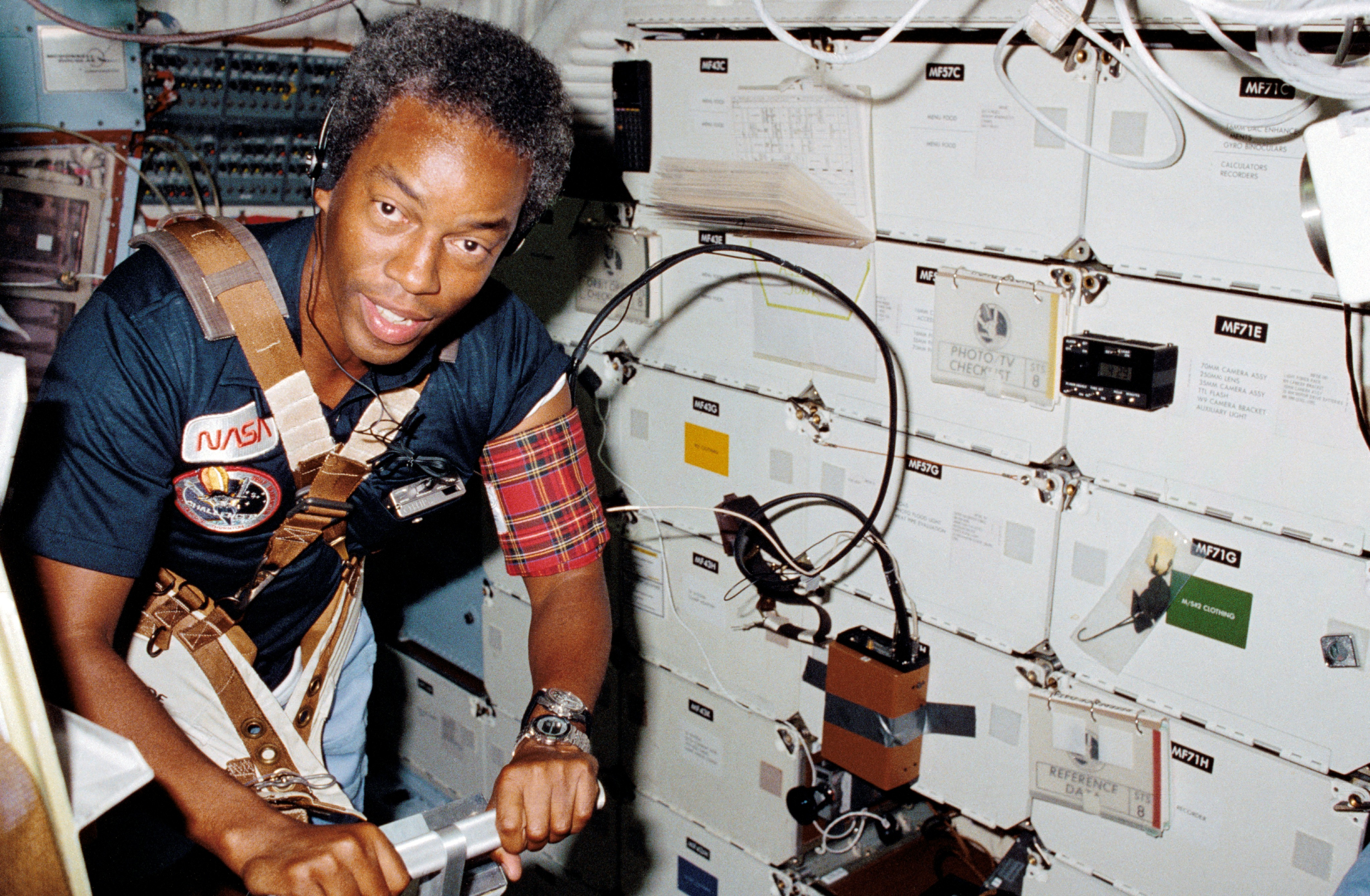
Bluford sur STS-8 en 1983

Bluford a ensuite fait partie de l'équipage de STS-61-A, la mission allemande D-1 Spacelab, lancée depuis le Kennedy Space Center le 30 octobre 1985. Cette mission a été la première à transporter huit membres d'équipage, le plus grand équipage à voler dans l’espace et comprenait trois spécialistes de charge utile européens. Il s'agissait de la première mission Spacelab dédiée sous la direction du Centre allemand de recherche aérospatiale (DFVLR) et de la première mission américaine dans laquelle le contrôle de la charge utile a été transféré vers un pays étranger (l'agence spatiale allemande, Oberpfaffenhofen en Allemagne). Au cours de la mission, le satellite GLOMR (Global Low Orbiting Message Relay Satellite) a été déployé à partir d'un conteneur « Getaway Special » (GAS), et 76 expériences ont été effectuées dans Spacelab dans des domaines tels que la physique des fluides, le traitement des matériaux, les sciences de la vie et la navigation. Après avoir bouclé 111 orbites autour de la Terre en 169 heures, Challenger a atterri à Edwards Air Force Base le 6 novembre 1985. 
Bluford a également fait partie de l'équipage de STS-39, qui a décollé du Kennedy Space Center le 28 avril 1991, à bord de l'Orbiteur Discovery. L'équipage a collecté des données sur les aurores boréales, le limbe de la Terre, et les données de l'environnent de la navette et célestes avec la charge utile AFP-675. Cette charge utile était constituée de l'expérience Cryogenic Infrared Radiance Instrumentation for Shuttle (CIRRIS-1A), de l'expérience Far Ultraviolet Camera (FAR UV), de l'Uniformly Redundant Array (URA), du Quadrupole Ion Neutral Mass Spectrometer (QINMS) et de l'expérience Horizon Ultraviolet Program (HUP). L'équipage a également déployé et récupéré le SPAS-II qui portait l'expérience IBSS (Infrared Background Signature Survey). L'équipage a également utilisé le Space Test Payload-1 (STP-1) et déployé une charge utile classifiée à partir du Multi-Purpose Experiment Canister (MPEC). Après avoir bouclé 134 orbites autour de la Terre et 199 heures dans l'espace, Discovery a atterri au Kennedy Space Center le 6 mai 1991. 
La dernière mission de Bluford était STS-53, qui a été lancée depuis le Kennedy Space Center le 2 décembre 1992. L'équipage de cinq personnes a déployé la charge utile classifiée DOD-1 du département de la Défense, puis a effectué plusieurs expériences Military-Man-in-Space et de la NASA. Après avoir bouclé 115 orbites autour de la Terre en 175 heures, Discovery a atterri à Edwards Air Force Base le 9 décembre 1992.
Avec l'achèvement de son quatrième vol, Bluford a totalisé plus de 688 heures dans l'espace.
Bluford, un Eagle Scout, a été désigné comme émissaire pour rendre le drapeau Challenger, drapeau américain parrainé Boy Scouts of America et récupéré intact après le crash de la navette, à la Boy Scout Troop 514 de Monument, dans le Colorado en décembre 1986. Le 18 décembre de la même année, il a présenté le drapeau à la troupe lors d'une cérémonie spéciale à la Falcon Air Force Base (en).

### Carrière post-NASA
Bluford a quitté la NASA et a pris sa retraite de l'Air Force en juillet 1993 pour occuper le poste de vice-président/directeur général de la Engineering Services Division of NYMA, Greenbelt, dans le Maryland. En mai 1997, il est devenu vice-président de la Aerospace Sector of Federal Data Corporation et en octobre 2000, est devenu vice-président de Microgravity R&D and Operations de Northrop Grumman. Il a pris sa retraite de Northrop Grumman en septembre 2002 pour devenir président de Aerospace Technology, une organisation de conseil en ingénierie à Cleveland, dans l'Ohio. 
Bluford a été intronisé au International Space Hall of Fame en 1997, au United States Astronaut Hall of Fame en 2010 et au National Aviation Hall of Fame en 2019.
En 2002, le chercheur Molefi Kete Asante a inscrit Bluford dans son 100 Greatest African Americans. En 2006, Bluford a été reconnu comme un ancien élève distingué de Penn State en étant sélectionné comme Grand Maréchal pour la célébration du retour de son alma mater.

## Vols réalisés
- 30 août 1983 : STS-8
- 30 octobre 1985 : STS-61-A
- 28 avril 1991 : STS-39
- 2 décembre 1992 : STS-53

## Honneur
L'astéroïde (92894) Bluford a été nommé en son honneur le 27 janvier 2021, dans la Minor Planet Circular no 128943.